# Reinhard Wille
Reinhard Wille (* 19. August 1930 in Berlin; † 26. September 2014 in Kiel) war ein deutscher Sexualwissenschaftler.

## Leben
Reinhard Wille studierte Medizin in München und promovierte über topographische Anatomie im Mai 1953. Im Alter von 23 Jahren galt er bis 1954 als jüngster Arzt in Deutschland. Danach studierte Wille Jura bis 1959 in Hamburg.
Nach seiner Promotion zog Wille nach Kiel, wo er in der Medizinischen Fakultät als Oberarzt tätig war. Dort habilitierte er 1970 in Sexualmedizin und leitete als Dekan die medizinische Fakultät der Universität Kiel. Zudem arbeitete er als Gerichtsgutachter und therapierte und begutachtete damals so bezeichnete Transsexuelle. Ab den frühen 1980er Jahren beschäftigte er sich intensiv mit dem zu dieser Zeit aufkommenden Immundefektvirus HIV und trug mit Vorträgen auf Kongressen zur Aufklärung über das Virus und dessen Folgekrankheit AIDS bei. Für diese Leistung wurde er 1994 durch den Bundespräsidenten Roman Herzog mit dem Bundesverdienstkreuz ausgezeichnet.
Reinhard Wille war stellvertretender Vorsitzender der Berliner Wilhelm von Humboldt Stiftung.

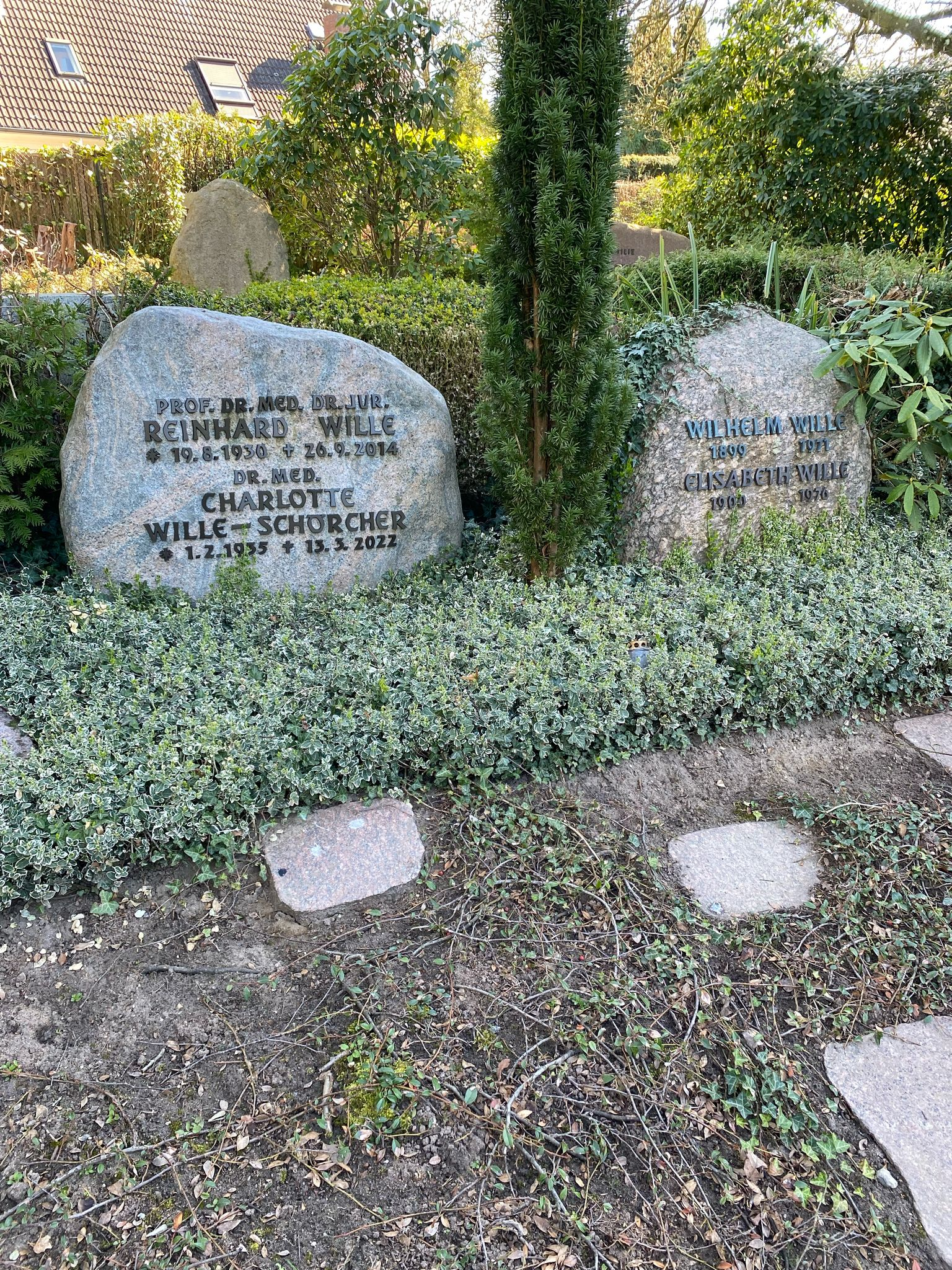
Grabstätte auf dem Friedhof Bargteheide

Er wurde in der Familiengrabstätte auf dem Friedhof in Bargteheide beigesetzt.

## Schriften
- Zur Therapie von sexuell Devianten, Diesbach, 1990
- Betreuungsinstitutionen für psychisch Kranke und psychosozial Gestörte im Lande Schleswig-Holstein (mit Ulrich Boeters, Friedrich Eckmann), Deutscher Ärzte-Verlag, 1976
- Die Quaddelresorptionszeit bei gesunden Neugeborenen in den ersten 14 Lebenstagen und ihr Verhalten nach Verabfolgung von Neben-Nieren-Rinden-Hormongaben, München 1953
- Die forensisch-psychopathologische Beurteilung der Exhibitionisten, Pädophilen, Inzest- und Notzuchttäter, Kiel 1968
- Nachuntersuchungen an sterilisierten Frauen – „Der Fall Dr. Dohrn“ zwölf Jahre danach, Enke, 1978